# Ruprechtshofen
Ruprechtshofen är en ort och kommun  i Österrike. Den ligger i distriktet Melk i förbundslandet Niederösterreich, 80 km väster om huvudstaden Wien. 
Kommunen består av 34 orter (Ortschaften) (inom parentes invånarantal 1 januari 2024):

- Baulanden (71)
- Brunnwiesen (93)
- Etzen (56)
- Fittenberg (41)
- Fohregg (41)
- Geretzbach (21)
- Graben (12)
- Grabenegg (44)
- Grub (22)
- Hofstetten (34)
- Hohentann (27)
- Hub (9)
- Kagelsberg (15)
- Kalcha (18)
- Koth (45)
- Kronberg (17)
- Kühberg (11)
- Lasserthal (24)
- Lehen (34)
- Naspern (33)
- Ockert (45)
- Oed (12)
- Rainberg (127)
- Reisenhof (16)
- Riegers (27)
- Rottenhof (100)
- Ruprechtshofen (1 062)
- Schlatten (75)
- Simhof (25)
- Sinhof (15)
- Weghof (30)
- Wies (8)
- Zinsenhof (5)
- Zwerbach (127)